# Dmytro Krayevsky
Dmytro Krayevsky –en ucraniano, Дмитро Краєвський– es un deportista ucraniano que compitió en natación. Ganó una medalla de oro en el Campeonato Mundial de Natación en Piscina Corta de 1999, en la prueba de 50 m braza.

## Palmarés internacional
| Campeonato Mundial en Piscina Corta | Campeonato Mundial en Piscina Corta | Campeonato Mundial en Piscina Corta | Campeonato Mundial en Piscina Corta |
| Año                                 | Lugar                               | Medalla                             | Prueba                              |
| ----------------------------------- | ----------------------------------- | ----------------------------------- | ----------------------------------- |
| 1999                                | Hong Kong (China)                   | Medalla de oro                      | 50 m braza                          |